# Mészáros Lőrinc (vállalkozó)
Mészáros Lőrinc (Székesfehérvár, 1966. február 24. –) magyar vállalkozó, 2011-től 2018-ig Felcsút polgármestere a Fidesz–KDNP szövetség színeiben. A Puskás Akadémia labdarúgócsapatának elnöke.
Mészáros vagyonát 2023-ban 591,3 milliárd és 660 milliárd forint közöttire becsülték, és ezzel a leggazdagabb magyarok éves rangsoraiban  az ország leggazdagabb milliárdosaként tartották számon. Szakonyi Péter 2024 májusában megjelent 100 leggazdagabb magyart felsoroló kiadványában a neve mellett 990 milliárd, a 2025-re érvényes kiadásban pedig 1241,8 milliárd forintos vagyon szerepel.
2024 januárjában a Forbes magazin dollármilliárdosok listáján 1,7 milliárd dollárra becsült vagyonával a világ 1715. leggazdagabb embereként szerepelt. A 2025-ös Forbes lista alapján 3,6 milliárd dolláros vagyonával (kb. 1300 milliárd Ft) a globális lista 1015. helyét foglalja el.
A 2025-ös Befolyás-barométer szerint Magyarország 3. legbefolyásosabb személye. A Napi.hu a magyarországi jótékonykodás helyzetéről összeállított listája szerint Mészáros a filantrópia terén a legbőkezűbb magyar, magánadományai értéke 2021-ben meghaladta az 1,422 milliárd forintot, az előző 4 évivel együtt pedig elérte az 5,1 milliárd forintot.
Személye körül állandósult közéleti vitákat kelt, hogy a korábban gázszerelő vállalkozóként tevékenykedő Mészáros szinte a semmiből lett néhány év alatt rendkívül vagyonos ember, amit sokan a fideszes politikai kapcsolatokkal indokolnak, aki gyakran nyer a közbeszerzéseken és a földpályázatokon, és sok vállalkozásba belevágott, rendkívül előnyös koncessziókkal. A 2010-es kormányváltást követően duplázódott meg évente a vagyona és lett annak a községnek a polgármestere, ahonnan az országgyűlési választásokat 2010 óta megnyerő, Fidesz-elnök Orbán Viktor magyar miniszterelnök is származik, ezért több helyen írtak róla „berobbant gázszerelőként”, „oligarchaként”, vagy „Orbán strómanjaként”. Mészáros a strómanozás miatt pert is indított az Együtt párt ellen, de elvesztette a keresetet.
2024-ben vagyona megduplázódott és elérte az 1241,8 milliárd forintot, továbbra is vezetve a 20 leggazdagabb magyar listáját. Ugyanebben az évben a magyar GDP mindössze 0,6%-kal növekedett.

## Élete
Pályáját a kilencvenes évek elején kezdte el, amikor az állami gázprogram kapcsán egy alcsúti, gépészettel foglalkozó társával elkezdték bekötni a faluban élőknek a gázt. A vállalkozás fejlődésnek indult, egyre jelentősebb munkákat kaptak a közeli településeken is, lakóparkokban, nagyobb épületekben dolgoztak. A kétezres évek első évtizede közepén azonban hullámvölgybe kerültek, a cég ekkoriban egyre kevesebb megrendelést kapott, megjelentek a megyében és a faluban is a konkurens gázosok, Mészárosék majdnem csődbe is mentek: 2007-ben már alig volt bevételük, a cég veszteséges lett, pedig korábban több mint tízmilliós nagyságrendű eredményt is el tudott érni.
Ekkortájt kezdett hivatásszerűen is foglalkozni a focival. Fiatalon a helyi serdülőcsapatban futballozott, később – ahogyan az a kistelepüléseken a helyi vállalkozók körében gyakori – folyamatosan szponzorálta a hazai csapatot, az éppen a megyeegyből felfelé kapaszkodó Felcsútot. Aktívan részt vett a csapat menedzselésében, eközben találkozott a mérkőzésekre kijáró Orbán Viktorral, akivel állítása szerint együtt jártak iskolába. Később Mészáros lett az ellenzéki Orbán Viktor által alapított Felcsúti Utánpótlás Neveléséért Alapítvány elnöke, társadalmi munkában. Ez az alapítvány tartja fenn a 2006-ban indult felcsúti fociakadémiát. Az alapítvány újabb és újabb földterületekkel bővült, felépült a Pancho Aréna, a Felcsút pedig feljutott az NB I-be. A cégek által felajánlható tao-pénzekből több milliárdot kapott az akadémia, a fenntartó alapítvány szakközép- és szakiskolát épített, és a kezelésébe került az Alcsútdobozi Arborétum is, amelynek közelében felújították a lerobbant sportszállót.
2008-ban egy másik helyi vállalkozótól, Molnár Csabától vette át az FC Felcsútat is, amit Molnár alapított és ő volt sokáig a klub ügyvezetője, valamint a fő szponzora is, de számos kérdésben eltérő véleményt képviselt Mészároshoz képest, így például ellenezte az akadémia jelenlétét és a több ezer férőhelyes stadion építését. A korábbi sikeres évek után a 2010-es kormányváltást követően Molnár cégének elmaradtak a megrendelései, a vállalkozását végül szintén Mészáros Lőrinc vette meg tőle, a cég vezetőjének pedig a volt felcsúti jegyzőt, Petrin Lászlót tette meg.

### Út a politikába
A helyiek szerint Mészárost nem érdekelte a politika, vállalkozását is anélkül futtatta fel a kilencvenes években. 1998–2002 között helyi képviselő, de mint akkor a faluban mindenki, függetlenként. 2010-ben, nyolc év kihagyással a fociakadémia elnöki székéből újra indult a képviselői posztért, immár fideszes jelöltként. Be is jutott a testületbe, testvérével, a mezőgazdasági gépalkatrészekkel és gumiabroncsokkal kereskedő Mészáros Jánossal együtt. A polgármester ismét a független Varga György lett, aki ezzel a harmadik ciklusát kezdhette el. Tíz szavazattal nyert Flier Jánosné, a Fidesz helyi elnöke ellen. 2011-ben egy, a választások után frissen módosított törvény alapján, miszerint köztartozással rendelkező személy nem lehet polgármester leváltották Vargát, és új választást írtak ki. Varga szerint koncepciózus eljárásban váltották le a település éléről.
Mészáros a korábbi választásokhoz képest nagy arányban, 571-318-ra nyert. Polgármesterként Mészáros megközelíthetetlenné vált a helyiek számára is. Az utcán nem lehetett megszólítani, mert autóban ült, vagy a telefonját tartotta a füléhez, ritkán, vagy nem rendeztek lakossági fórumot, közmeghallgatást, falugyűlést. A helyielk elmondása szerint nyilvános rendezvényeken is alig jelent meg, csak focimeccseken látták. Igaz, pénzzel és más kézzelfogható dolgokkal segített, például akadt, hogy egy egész vaddisznót küldött valamelyik falusi összejövetelre a nagy vadász hírében álló polgármester, akinek a cégirodáját is több saját trófea díszíti.
A testületi ülések időpontját néha csak órákkal kezdés előtt függesztették ki a faliújságra, holott a szabályok szerint napokkal előbb kellene, máskor azért gurult be, mert ülés előtt elkezdték kérdezgetni. Elrendelte a zárt ülést, de a jegyző szólt neki, hogy ilyet nem lehet, mert azt előre kell jelezni. Sokáig biztonságiak őrizték a házát. Ezzel párhuzamosan felújították az orvosi rendelőt, épült egy szakközépiskola és egy új faluház, miután a régit a saját költségén bontatta le. Mészáros csak helyiekkel dolgoztatott, a környékbeli vállalkozókat próbálta helyzetbe hozni, az építkezésein rengeteg falubélinek adott munkát. A polgármesteri tiszteletdíját 12 különböző helyi szervezetnek utalta, kapott a polgárőrség, a védőnői szolgálat és a családsegítő is.

### Gazdagodás
Mészáros Lőrinc továbbra is meghatározó szereplője maradt Felcsútnak, 2010 óta kezdett el látványosan növekedni a gazdagodása: 2013-ban a 88. leggazdagabb magyar volt 6,9 milliárdos vagyonával, ez 2016-ra 31. helyre emelkedett 23,8 milliárdos, 2017-re pedig már 5. helyre 120 milliárdos vagyonnal. Vagyona főleg a 2010 után elnyert közbeszerzések révén indult meredek növekedésnek, melyeket az üzleti életben szokatlan körülmények közt nyertek el a cégei. Időközben a polgármester valóságos cégbirodalmat épített ki, mely számos különböző profilú céget magába foglal, az építőipartól kezdve a mezőgazdaságon át egészen a helyi iskola büféjéig. Ezen cégek közül néhányat valamelyik gyereke vezeti. Mészáros alapítványa többször maga bízta meg a gyerekei által vezetett cégeket több felcsúti építkezés kapcsán is. Az RTL Klub híradójának számítása szerint Mészáros cégei 2016-ban összesen 225 milliárd forint közbeszerzésből származó bevételt könyvelhettek el. A kormányközeli vagyonosodást erősíti, hogy Mészáros cégei több esetben is Orbán Viktor miniszterelnök családjának cégeinek küldtek megbízásokat az elnyert közbeszerzések kapcsán, így többek közt Orbán apjának, Orbán Győzőnek Dolomit Kft. nevű cégétől is vásároltak alapanyagokat az építkezésekhez, ezáltal pedig közpénz került a miniszterelnök családi cégeihez is.
A 2016 őszén felfüggesztett működésű Népszabadság kiadójának, a Mediaworks Hungary Zrt. részvényeinek 100%-át október 25-én a Mészároshoz közeli zavaros hátterű Opimus Press Zrt. szerezte meg. A tranzakció mögött többen politikai leszámolást vélelmeztek, miután a lap korábban a Fidesznek kínos ügyekről számolt be. Mészáros egy Borsnak adott interjúban azonban tagadta, hogy ő vette volna meg a lapot és azt állította, hogy egyetlen egy Opimus részvénye sincs és nem is volt. Tagadta azt a hírt is, miszerint bizalmasa, Csík Zoltán igazgatósági tag lenne ugyanott. Magáról a lap megszüntetésről nem volt véleménye, de elmondta, hogy a média „fura világ”, ahol karaktergyilkosságot igyekeznek elkövetni ellene. Hozzátette még, hogy a már meglévő cégeivel szeretne a jövőben foglalkozni, és hogy ő üzletember, nem politikus. Az viszont köztudomásúvá vált, hogy megvette az Echo TV-t, ezzel kapcsolatban azt nyilatkozta, hogy "jó tévét szeretne", amire a Fidesz majd támaszkodhat a kampányban, de azt tagadta, hogy Orbán Viktor kormányfőnek beleszólása lenne a tévécsatorna működésébe. Itt azt is elmondta, hogy jóban van Simicska Lajossal, aki korábban összeveszett Orbánnal, állítása szerint Simicska korábban segítette is őt az üzleti boldogulásában. Később az is kiderült, hogy Mészáros megvásárolta Gyárfás Tamástól a korábban a Nap TV-nek is otthont adó Angol utcai épületegyüttest, hogy állítása szerint oda költöztesse az Echo TV-t. A költözésre 2017. decemberében került sor. 2017. március 3-án Mészáros megvásárolta a Népszabadság bezárásához köthető Opimus Nyrt. 16,9 százalékos tulajdonrészét. A tranzakció után látványosan emelkedni kezdett a cég részvényeinek árfolyama.

#### 2017-ben
2017. március 30-án a 444.hu és a Hír TV ellátogatott Felcsútra, hogy részt vegyenek a képviselőtestület rendkívüli és nyilvános ülésén, de Mészáros nem akarta, hogy az ülésen felvételek készüljenek, ezért ki akarta zárni az ülésről a kamerákat és ennek nyomatékosítására rendőri intézkedést is kilátásba helyezett, azonban a hatályos jogszabály értelmében az ülésen a sajtó részt vehet és felvételt is készíthet, így a tudósítók végül maradhattak. A polgármestert az Opimusban való szerepéről is kérdezni akarták, de erre Mészáros nem válaszolt.
A Napi.hu 2017 áprilisi összesítése szerint Mészáros vagyona egy év alatt 100 milliárdot ugrott, ezzel az ötödik lett a leggazdagabb magyarokat összesítő listán. A példátlanul gyors és óriási vagyongyarapodás évében is további jelentős üzletek köttettek cégeivel:
- Áprilisban Mészáros Konzum Nyrt. nevű cége és magánszemélyként Mészáros állandó jellegű üzlettársa és barátja, Jászai Gellért megvette az egyik legnagyobb balatoni turisztikai céget, az egykor állami Balatontouristot, mellyel jelentős balatoni kempingterületekre tettek szert. Az előző tulajdonosok egy luxemburgi cég mögött rejtőztek, Jászai viszont már a kétezres években feltűnt a cégcsoport tulajdonosai közt egy időre. A vételi árat nem közölték. Mint a legnagyobb környékbeli turisztikai cég 2016-os árbevétele több, mint 1,7 milliárd forint volt.[62]
- A tulajdonában levő Visonta Projekt Kft. 30 milliárd forintos beruházással 2018-ra felépíti Visontán Magyarország első búzakeményítő gyárát.[63] Ehhez a cég 6,2 milliárd forintot kapott a magyar államtól, ezen felül pedig az Eximbank és az MKB Bank is nyújtott neki hitelt, noha a Visonta sem az alapítás évében, sem 2016-ban egy fillér bevételre sem tett szert, mindkét évben mínuszos beszámolót adott le.[64] Varga Mihály, nemzetgazdasági miniszter szerint az új üzem létrejöttével emelkedik a magas hozzáadott értékű termékek előállítása, ami új piaci lehetőségeket nyit meg, itthon és külföldön egyaránt.[65]
- Vételi ajánlatot tett az ország második legnagyobb erőművének, a Mátrai Erőműnek német kézben levő 73%-os részvénypakettjére,[66] mely decemberre meg is valósult.[67]
- Június elejére Mészáros Lőrinc és cége megvásárolta az MKB Bank 49%-át.[68] Így a Mészáros Lőrinc érdekeltségébe tartozó Konzum Befektetési Alapkezelő vette át az MKB Bank 45%-os tulajdonosának számító magántőkealap kezelését.[69]
- Júliusban Mészáros és felesége cége megvette a balatoni térségben sugárzó Part FM nevű kereskedelmi rádiót.[70] Ekkor, július 25-én a Bloomberg Businessweek cikket jelentetett meg Mészárosról, melyben a polgármester gazdagodását elemezték, miután az adatok szerint övé a világ leggyorsabban növekvő tőzsdei vállalata, részvényárfolyama az év eleje óta az ötvenszeresére ugrott.[71]
- Augusztusban kiderült, hogy Mészáros és családtagjai OTP-hitelek révén tudtak földbirtokosok lenni, miközben az OTP Mészáros cégeit is jelentősen meghitelezte. Ugyanekkor Mészáros az MKB Bankban szerzett érdekeltsége révén maga is hitelezett részben a saját cégeinek, részben egyéb politikához közeli személyeknek.[72]
- Szeptemberre az eddigi öt mellé újabb három borászati cég került Mészáros érdekeltségébe. Az új szerzemények a Badacsonyi Pincészet Kft., a Tihanyi Borászati Kft., illetve a Tihany-Vin Kft.[73]
- Október 3-ától a Budapesti Értéktőzsdén (BUX) Prémium kategóriájában kereskedtek a Mészáros érdekeltségébe tartozó, korábban Opimus nevű Opus Global Nyrt. részvényeivel, amit mindössze 15 részvény mondhat a magáénak. A 2016 szeptemberétől BUX-on lévő Opus első féléves beszámolója szerint árbevétele több mint ötszörösére, 17,4 milliárd forintra ugrott, a tavalyi 767 milliós veszteség után pedig már kétmilliárdot meghaladó a profitja.[74]
- Október 5-én peres úton történő információszerzés után derült ki, hogy a kormányzat által életre hívott Erzsébet-programokat fenntartó Erzsébet Üzemeltető Kft. összesen több mint fél milliárd forintot költött 2014-től Mészáros különböző cégeinél, amik így az állami táboroztatás legnagyobb nyertesei voltak.[75]
- Október végén annak ellenére Mészáros egyik cége nyerte el részlegesen a komáromi Duna-híd építésének tenderét, hogy arra egy olcsóbb szlovák ajánlat is érkezett. A Nemzeti Infrastruktúra-fejlesztő Zrt. közlése alapján az olasz-szlovák konzorcium nem tudott megfelelni bizonyos kiegészítő kérdéseknek, de a konzorcium szerint kielégítő válaszokat adtak.[76]
- Novemberre a Forbes magazin magyar kiadása szerint Mészáros vagyonával a 8. helyet szerezte meg a leggazdagabb magyarokat összesítő listájukon, 105 milliárddal.[77]
- November 24-én két, összesen több mint 13 milliárd forint értékű közbeszerzést is a Mészáros és Mészáros Kft. nyerte el párban egy-egy másik céggel, melyek szennyvíztisztító telepek fejlesztéséről, illetve árvízvédelmi létesítmények építéséről szólnak.[78]
- Decemberben a Mátrai Erőmű hivatalosan is Mészáros Lőrinc érdekeltségébe került.[67] 2018 májusára a vállalkozó lánya, Mészáros Beatrix lett az erőmű felügyelőbizottságának az elnöke.[79]
- 2017-ben az előző évihez képest megduplázódott Mészáros érdekeltségeinek az Európai Uniótól származó agrártámogatása, bár az országnak összesen ebben az évben 12 százalékkal kevesebb ilyen támogatás jutott 2016-hoz képest.[80]

#### 2018-ban
2018-ban tovább folytatódott Mészáros és családtagjai cégeinek vagyongyarapodása, július végére csaknem 229 milliárd forintnyi, főleg közbeszerzésekből származó bevételre tettek szert, de az év többi időszakában is sorjáztak a nagyértékű üzletek. Ez évben összesen nettó 265 milliárd forint értékű tendert nyertek el, melynek 93 százaléka európai uniós támogatás volt.
Mészáros 2018 áprilisában jelentette be: lemond a felcsúti polgármesterségről, „hogy kizárólag gazdasági érdekeltségeire koncentráljon”.
2018 májusára az ő és felesége birtokában lévő Konzum Magántőkealap akkori árfolyama 280-300 milliárd forintra emelkedett, ezzel Mészáros az ország második leggazdagabb emberévé vált.
Szintén 2018 májusában jelent meg Mészáros előző évben alapított Magyar Sportmárka Zrt.-jének sportmárkája, a 2Rule – kiejtve „turul” –, amely szándékosan kétértelmű, mivel a felirat felett egy stilizált turulmadár körvonalai látszódnak, de angolul hordozhat „uralkodni” vagy „uralni [a pályát]” jelentést is. Júliusban három focicsapat, a Diósgyőr, a Haladás, és a Puskás Akadémia is bemutatkozott a márka mezeiben, amiket a 2018/19-es évadban kívánnak viselni. Később az is kiderült, hogy a szintén kormányközelinek vádolt közmédia anyagi ellenszolgáltatás nélkül, barterüzlet keretében reklámozza Mészáros márkáját, ami miatt az LMP feljelentést tett hűtlen kezelésre hivatkozva.
2018 augusztus végén derült ki, hogy a Mészáros érdekeltségébe tartozó Konzum-csoport és Orbán Viktor vejének, Tiborcz Istvánnak a tulajdonában álló BDPST Zrt. stratégiai partnerségre lép az ingatlanpiacon.
2018 novemberére a Mészáros tulajdonában lévő Talentis Group Zrt. több, fideszes kötődésű médiuma mellé újabb médiumokat és kiadókat vásárolt, hogy a tranzakciókkal az az év szeptemberében bejegyzett Közép-Európai Sajtó és Média Alapítványnak adományozza azokat, egy minden addiginál nagyobb kormányközeli médiabirodalom létrehozására.
2018 végére a Forbes szerint Mészáros lett Magyarország leggazdagabb embere 381,3 milliárdos vagyonnal, majd 2019 márciusára a 2057. helyet szerezte meg a dollármilliárdosok listáján, ahol 279 milliárd forinttal szerepel.

#### 2019-ben
2019 januárjában a Mészáros család és üzlettársuk, Szíjj László építési vállalkozó, együttesen 81,5 százalékos tulajdonosai lettek az MKB Banknak. Mészáros és Szíjj építési vállalkozásai 2010 óta több mint 2000 milliárd forintnyi közbeszerzést nyertek el.
Az érdekeltségébe tartozó ZÁÉV Építőipari Zrt. két építkezési tendert is az azokban meghirdetett áron felül nyert el: a zalaegerszegi önkormányzat fedett uszodára kiírt közbeszerzésében becsült 5,6 milliárd forint helyett 8,8 milliárdért, az újpesti jégcsarnok becsült 2,2 milliárd forintja helyett pedig a duplájáért, 4,7 milliárdért vállalta a kivitelezést. Ugyancsak a ZÁÉV nyerte el a Városligetbe tervezett új Néprajzi Múzeum és Látogatóközpont generálkivitelezési munkáira kiírt közbeszerzését 25,97 milliárdért. Az érdekeltségébe került Tokaj-Hegyalja egyetlen ötcsillagos szállodája is, mely 324,5 millió forint vissza nem térítendő támogatást kapott a Magyar Turisztikai Ügynökségtől.
Mészáros tulajdonába került az Orbánnal összekülönbözött Simicska Lajos összes jelentős vállalkozása is.
Mészáros cége nyerte konzorciumban azt a 4 milliárdos közbeszerzést is, ami a dohánytermékek nyomon követését célozza, a nyomon követést amúgy EU-s jogszabály írja elő.
2019 áprilisában újfent a becsült árnál drágábban nyert el cége közbeszerzéseket, ezúttal a Mészáros és Mészáros Kft. Előbb a Közép-Duna Vidéke Hulladékgazdálkodási Rendszer megvalósítását, melyet a becsült árhoz képest 4 milliárddal drágábban valósíthatja meg. Ebben az üzletben Tiborcz Istvánhoz, Orbán Viktor vejéhez köthető cég is részt vesz. Másrészt a Felső-Tiszán építendő árvíztározó tenderét, melyet a becsült árhoz képest 6 milliárddal drágábban építheti meg. Az összegeket az Európai Unió fizeti egy KEHOP-program (Környezeti és Energiahatékonysági Operatív Program) révén. 
Mészáros építhet fociakadémiát is Szombathelyen, melyre közel 6 milliárd forintot nyert el.
2019 áprilisában Mészáros egyik cége, az RM International Zrt. nyerte el két kínai céggel konzorciumban a Budapest–Belgrád vasútvonal felújításának közbeszerzését is. A kínai hitelből történő felújítás a 160 kilométeres vasútvonalon a tervek szerint 750 milliárd forintból történne, mellyel ez lesz Magyarország addigi legnagyobb vasúti beruházása. A kínai érdekeltségű vasúti beruházás értelme és költsége azonban több kérdést is felvetett.
2019 májusában az érdekeltségébe tartozó 4iG Nyrt. – melynek Mészáros előző éveben történt bevásárlása után ezerszeresére nőtt a tőzsdei értéke – nyerte a 689 millió forintos, teljes szerverközpontok összeállítására, beüzemelésére és kiterjesztett garanciális kiszolgálására kiírt központosított közbeszerzési eljárást.
Mészáros két cége, az Opus és a Konzum a „hatékonyság növelésének” indokával június 30-án egyesült, miután a Konzum PE Magántőkealap beolvadt az Opus Global Nyrt.-be. Az így létrejött óriáscég vezetésével Mészáros áprilisban lediplomázott lányát, Mészáros Beatrixet bízták meg.
Július elején egy nyílt közbeszerzési pályázaton az érdekeltségébe tartozó ZÁÉV zrt. – az Építő-és épületkarbantartó Zrt-vel közösen – nyerte el egy rákosmentei sportolási, oktatási, kulturális és rekreációs funkciókra, verseny- és tömegsportok lebonyolítására alkalmas sportkomplexum felépítésére szóló megbízást. A beruházás tervezett költsége mintegy 8 milliárd forint.
Szeptemberben Komárom város szennyvízelvezetésének és -tisztításának fejlesztésének közbeszerzését nyerte el a Mészáros és Mészáros Kft. az Euroaszfalt Zrt.-vel közösen 5,8 milliárd forint értékben egy 420 milliárdos közbeszerzési keretmegbízásából. Eközben kiderült, hogy a magyar államnak jelentős adófizetői pénzeket kellett kifizetnie büntetésként, amit az Európai Bizottság pont a magyar közbeszerzési szokások miatt szabott ki.
Év végefelé is jöttek elnyert közbeszerzések, ilyen volt például a Tiszavasváriban lévő, volt Alkaloida hulladéklerakó kármentesítésére kiírt közbeszerzés 9 milliárdért, vagy több, észak-balatoni település hulladékgazdálkodásának fejlesztésére kiírt közbeszerzés közel 3 milliárdért.
A Mészáros érdekeltségébe tartozó Hunguest Hotels Zrt.-nek éves beszámolója szerint 2019-ben 26,86 milliárdos árbevétele volt, ez több mint 3 milliárd forintos pluszt jelent a 2018-as 23,66 milliárd után. Más cégei is jelentős haszonnal prosperáltak ez évben, a Mészáros és Mészáros Kft. 2018-hoz képest több mint 37 milliárddal több nyereséget könyvelhetett el, maga Mészáros 20 milliárd forintos osztalékban részesült a közbeszerzéseken jól szereplő cégei által.
2019 végén ismét Mészárost hozta ki a leggazdagabb magyarnak a Forbes 407,7 milliárd forintos vagyonnal.

#### 2020-ban
2020 januárjában a magyar állam megvásárolta Mészárostól a korábban többségi tulajdonába került, veszteséges Mátrai Erőművet az „ottani munkahelyek megóvására” hivatkozva, amin annak ellenére tudtak haszonnal túladni, hogy kritikusok szerint a korábbi tulajdonosokhoz hasonlóan Mészárosék is igazából csak pénzt vontak ki az erőműből. Ráadásul a tranzakció anyagi részleteiről érdeklődő újságírót – más kormányközeli személyekhez hasonlóan – azzal zavarta el, hogy szerinte ő nem közszereplő. Később kiderült, hogy az állam 17 milliárd forintot fizetett az erőműért, a tranzakciót pedig „nemzetstratégiai jelentőségűnek” minősítette, ami miatt a Gazdasági Versenyhivatalnak nincs is módja vizsgálódni. Közben úgy nyert el egy vasútfejlesztési tendert, hogy az időközben másfél milliárddal megdrágult.
Az MSZP által később kikért adatok alapján viszont az erőmű megvásárlása összesen több mint 75 milliárd forintba került az államnak, mert a cég a vételáron felül 26,4 milliárd forint tőkeemelést kért, ugyanennyi áthidaló keretet, hogy az erőmű működőképes maradjon, valamint 4,9 milliárd forint tagi hitelt.
Április elején közel 2 milliárdot nyert el Mészáros és Tiborcz István közös érdekeltségű cége két balatoni kikötő fejlesztésére.
Érdekeltségébe került az az I. kerületi Borpatika nevű étterem is, ami korábban Kovács Ákos zenész és Tiffán Zsolt borász és volt fideszes képviselő tulajdonában volt. Az éttermet később megszüntették.
Áprilisban újabb vasúti tendereket nyertek el érdekeltségei 30 milliárd forint értékben.
Bár a 2020 elején kitört koronavírus-járvány miatt a magyar gazdaság is nehéz helyzetbe került, Mészáros Opus Global Nyrt. nevű cége a cég első negyedéves jelentése szerint az első negyedévben 2,704 milliárd forintos adózott eredményt ért el, szemben az előző év azonos időszakának 16,606 milliárd forintos veszteségével.
Mészáros Status Next Környezetvédelmi Magántőkealapja április 20-án jutott hozzá az Envirotis Holdinghoz, az ország egyik jelentős hulladékgazdálkodó cégcsoportjához, majd ezután engedélyt is kapott az almásfüzitői tározókban évtizedek alatt felhalmozott több millió tonna vörösiszap rekultivációjára.
Mészárosék vettek egy nyaralót Tihany Óvár nevű részén több mint félmilliárd forintért, ami papíron „gyümölcsös”, valójában azonban egy medencés nyaraló található rajta. Az utcában több kormányközeli személynek is van ingatlana. Az eladó Eppel János, a Porsche Hungária tulajdonosa volt, aki a kormányzat kedvelt beszállítója és több mint félezer hektár állami föld nyertese volt a földárveréseken.
Augusztusban a Mészáros és Mészáros Kft. összesen 11 milliárd forint értékben nyert el közbeszerzéseket, előbb a Paksi Atomerőmű új blokkjának előkészítő földmunkáit konzorciumban 2,2 milliárd forintért, majd a Fertő-tavi vízitelep komplex fejlesztését 8,9 milliárd forintért.
Év végén egy hatalmas fúzió is történt a Budapest Bank Zrt., az MKB Bank Nyrt. és a Takarék Csoportot irányító MTB Magyar Takarékszövetkezeti Bank Zrt. részvételével, amiből egy új „szuperbankot” kívántak létrehozni, Magyar Bankholding Zrt. névvel. A csoport vezetésébe számos egyéb kormányközeli személy került, Orbán Viktor pedig „nemzetstratégiai jelentőségűnek” nyilvánította a lépést.
Ezen kívül szóba került a TIGÁZ teljes részvénycsomagjának megvásárlása is az Opus Global Nyrt. részéről.

#### 2021-ben
Az év elején a Nemzeti Orvosi Innovációs Központ tervezésében, és a Citadella felújításában is szerepet kaptak Mészáros cégei. Közben vasúti járműgyártásról és egy újabb ásványvízcég megszerzéséről is történt megállapodás. Egy nettó 1,9 milliárd (bruttó 2,3 milliárd) forintos közbeszerzést is elnyert Mészáros családi cége, a Fejér B.Á.L. Zrt. tulajdonában lévő Gerecse-Plusz Kft. az MLSZ telki edzőközpontjának kivitelezésére.
Év elején a Kúria is jóváhagyta, hogy Mészáros – korábbi állításával ellentétben – igenis közszereplőnek számít. Azután került erre sor, hogy a korábbi Heti Válasz újságírói megírták: Mészáros érdekköre szerezte meg és számolta fel a lapot még 2019-ben.
Turisztikai támogatásokat is elnyertek a Mészáros érdekköreibe tartozó cégek és vállalkozások. A Fertő-tó mellé tervezett állami üdülőkomplexumot is ez év elején kezdte építeni Mészáros egyik építőipari cége, ami miatt a környező utak is károsodtak, de a helyi nyaralótulajdonosok körében is felháborodást okozott, hogy a nyaralóikat önköltségen bontatnák el az építkezés miatt, amiért az állam semmilyen kártérítést nem ad. A beruházás ráadásul természetvédelmi területen történik. A szintén Mészároshoz kötődő Hunguest Hotels Zrt. 17,7 milliárdos állami felújítási támogatást kapott. Kiderült az is, hogy a Magyar Turisztikai Ügynökség által szétosztható 300 milliárd forint kétharmadát az igénylők 0,1%-a kapta meg, akik történetesen Mészáros érdekeltségeibe tartozó cégek. A legtöbbet ráadásul a koronavírussal sújtott 2020-as évben, mikor egy sor más turisztikai vállalkozás küzdött a fennmaradásért.
A Mészáros és más kormányközeli üzletemberek cégei által épített Budapesti Multifunkcionális Sportcsarnok építése is a tervezetnek a tízszeresére drágult. Egy több milliárdos kárt okozó csalásban érintett egykori malomipari cég felújított malmát is sikerült ár alatt megszereznie.
Az E.ON Tiszántúli Áramhálózati Zrt. (Titász) százszázalékos részvénycsomagja is a Mészáros érdekkörébe tartozó Opus Energy Kft. tulajdonába került. A koronavírus-járvány idején fizetésképtelenné vált vállalkozások felszámolásában jogosultságot szerzett cégek közé Mészáros és több más kormányközeli személy cégei is bekerültek.
Májusban Mészáros egri szállója 2,8 milliárdos állami támogatást kapott, miközben maga Eger csak 825 millió forintot kapott a járvány miatti kompenzációra. Közben a bíróság elutasította Mészáros újabb keresetét, amit azért indított, mert Fekete-Győr András, a Momentum elnöke „strómannak” nevezte, akit „2022 után felelősségre vonnak az általa elkövetett bűnök miatt”. A bíróság szerint Mészárosnak üzleti közszereplőként tűrnie kell a kritikákat, Fekete-Győr ugyanis véleményt mondott, nem rágalmakat.
Júniusban jelentette meg a Forbes újra a leggazdagabb magyarok listáját, aminek élén ismét Mészáros szerepelt, kinek a koronavírus-járvány dacára 185 milliárddal gyarapodott a vagyona 2020-ban, ezzel 479,4 milliárd forinttal lett az első.
Június 11-én interjú jelent meg vele az Indexen, ahol javarészt a saját vállalkozásait méltatta és a vele és cégeivel kritikus véleményeket kritizálta. Miután Mészáros korábbi megnyilatkozásai sokszor voltak inkább pongyolák és ellentmondásosak felmerült az is, hogy ez egy megrendezett interjú volt – különösen, miután az Index.hu szintén kormányközeli érdekeltségbe került. A szofisztikáltabb stílusú interjúnak ugyanakkor így is több ellentmondásos és a valósággal kevésbé kapcsolódó állítása volt. Arról is beszélt, hogy Munkácsy képeket venne Pákh Imre műgyűjtőtől, de Pákh szerint ilyesmiről szó sem volt, mindössze egy lehetséges múzeumi helyszínről egyeztettek.
Az interjú megjelenését követően az Opus Global Nyrt. Mészároshoz köthető részvényei a Budapesti Értéktőzsdén 6,3 milliárddal értek többet, mint aznap reggel.
Mészáros megjelenésében is sokat változott 2021-re: látványosan lefogyott és nem kizárt, hogy plasztikai beavatkozások is történtek. Mindezt az új párkapcsolatához kötötték.
Az érdekeltségébe tartozó V-Híd Építő Zrt közel 338 milliárdért nyerte el a Kelenföld és Ferencváros pályaudvar közötti vasúti vágányok bővítését. Szakértői vélemények szerint egy ilyen munka ára legfeljebb 30-50 milliárd forint lehet, tehát itt is felmerült a túlárazás kérdése.
Egy 2021-es Napi.hu által összeállított lista alapján Mészáros jótékonykodott az évben a legtöbbet, igaz a listán szereplő adatok önbevalláson alapultak. Eszerint ebben az évben közel másfél milliárdot fordított jótékony célokra, míg az azt megelőző öt évben pedig 5,1 milliárdot, ami a nagyjából vagyona 1%-a. Fekete-Győr András szerint a közpénzen gazdagodott Mészárosnak nem a vagyona 1%-át, hanem 99%-át kéne visszaadnia a magyar társadalomnak.

### 2023-ban
Ebben az évben a Forbes Magyarország becslése szerint Mészáros Lőrinc és családjának becsült vagyona 591,3 milliárd forint volt. Korábban vagyonának növekedési üteme lelassult, majd stagnált, Mészáros Lőrinc a 2022-es listán a harmadik helyre került. A vagyona 2023-ban a becslés szerint több mint 150 milliárd forinttal nőtt.

### 2024-ben
A Forbes 50 leggazdagabb magyar című című kiadványa szerint Mészáros Lőrinc egy év alatt 591,3 milliárdról 1241,8 milliárd forintra növelte a vagyonát. A Mészáros-birodalom privát elemei 97 százalékkal érnek többet, mint egy éve.

## Családja

### Kelemen Beatrix
1986 óta volt nős, felesége Mészáros Lőrincné Kelemen Beatrix Csilla volt, akit 2019-ben a Forbes 19. legbefolyásosabb magyar nőnek választott az üzleti életben.
2020. szeptember 4-én tudatták, hogy elválnak, de a válás okait nem közölték. Mészáros volt felesége ezután Budapest XII. kerületébe költözött, egy olyan környékre, ahol több kormányközeli személynek volt vagy van ingatlana. Egyúttal számos korábbi üzleti érdekeltségében megszűnt a tagsága. Csak egy vállalkozásban maradt érdemi részesedése.
Válásuk után volt felesége Joshi Bharat magyar tévés személyiséggel kezdett kapcsolatot.

### Gyermekek
Gyermekei: Lőrinc, Beatrix, Ágnes, akik a családi holdingban dolgoznak.
Ifj. Mészáros Lőrinc mezőgazdász, telephelyvezető, Mészáros Beatrix jogász, az agrárügyek irányítója, Homlok-Mészáros Ágnes az ásványvíz üzletág vezetője. Ezen kívül mindhárom gyermek tagja a Konzum Zrt. igazgatóságának, Beatrix és Ágnes pedig ezen kívül még az Opimus Press Zrt. igazgatóságának is. Beatrix később a Mátrai Erőmű felügyelőbizottságának az elnökévé is vált.
A Mészáros Lőrinc gyerekeinek tulajdonában lévő Fejér-B.Á.L. Zrt. is több elnyert közbeszerzésben működött közre, az ennek tulajdonában lévő Fejér Tervező és Mérnökiroda Kft. tervezte 2020-ban 232 és fél millió forintért az új felcsúti általános iskola épületét.

### Várkonyi Andrea
A több hónapja keringő pletykák után 2021 áprilisában hivatalosan is bejelentették, hogy Mészáros Lőrinc és Várkonyi Andrea műsorvezető egy párt alkot. Várkonyi nem sokkal korábban még Mészáros érdekeltségeibe tartozó médiacégekkel dolgozott együtt. Esküvőjüket 2021. szeptember 24-én tartották az Alcsúti Arborétumban.

### Testvére
Mészáros öccse, Mészáros János is több nagyértékű közbeszerzés nyertese lett 2013 után.

### Homlok Zsolt
A vejének, Homlok Zsoltnak érdekeltségébe tartozó Vasútvill. Kft. nevű cég szintén sokmilliárdos közbeszerzések nyertese volt, miután 2017-ben feleségül vette Mészáros Ágnest.

## Nyilatkozatai
Ferenczi Krisztina, aki 2014-ben könyvet is írt a felcsúti vagyonosodásokról, 2012-ben interjút készített Mészárossal, ahol a polgármester-vállalkozó felháborodottan, olykor nyomdafestéket nem tűrő szavakat sem mellőzve utasított vissza minden őt ért bírálatot, mondván nála minden szabályosan történik és nem érdeklik mások kritikái. A Heti Válasznak adott 2014-es interjújában is visszautasított minden bírálatot, mert szerinte minden üzleti tevékenysége törvényes volt, ezekről többek közt azt nyilatkozta, hogy „Később is sikeresen vállalkoztam, így tehát nem a Fidesz-kormányoknak köszönhetően gazdagodtam meg, és már akkor volt miből adnom a felcsúti futballnak.”, valamint, hogy „Abban, hogy eljutottam idáig, bizonyára szerepet játszik a Jóisten, a szerencse és Orbán Viktor személye, de én soha nem privatizáltam, nem nyúltam le semmit, mindent a munkámmal és az eszemmel szereztem meg.”
2014 októberében Mészáros a felcsúti falunapon az addig általa elkerült RTL Klubnak is nyilatkozott, itt elmondta, hogy a gyors meggazdagodás „relatív dolog, mert a kilencvenes évek óta jól élt”. Hozzátette, hogy „megpróbál példát mutatni, ezért megküzd, megharcol minden egyes munkáért.” A kérdésre, hogy a fideszes kormányzati megbízások nélkül is ilyen sikeres lenne-e, azt válaszolta, hogy „ezt nehéz megjósolni, de ez történt, tehát sikeres.” 2017 februárjában arról kérdezték, hogyan sikerült tíz év alatt ezerszeresére megnövelni cégének árbevételét, miközben ezalatt a Facebook mindössze hatszázszoros növekedést produkált, Mészáros annyit mondott: „Hát lehet, hogy okosabb vagyok Zuckerbergnél, nem gondolja?”
2020 augusztusában a Mészáros Alapítvány rendezvényén mondott beszédet, ahol az alapítvány által támogatott fiatalokkal osztotta meg életvezetési gondolatait, itt többek közt azt mondta, hogy a sikerhez sok munka és vakmerőség kell, érdemes az idősebbek tanácsára hallgatni, és hogy ő nem tekinti magát felsőbbrendűnek a sikerei miatt.
2021. június 11-én interjú jelent meg vele az Indexen, ahol javarészt a saját vállalkozásait méltatta és a vele és cégeivel kritikus véleményeket kritizálta.

## Személye körüli viták
Szakonyi Péter, a Napi.hu és a leggazdagabb magyarokat évente összesítő kiadvány szerkesztője a magyar gazdaságtörténetben eddig példátlannak és szabad szemmel követhetetlennek nevezte Mészáros gazdagodását, miután a polgármester egy év alatt 100 milliárdos vagyonra tett szert. Hozzátette, nem tudni Mészáros mennyiért, milyen kondíciókkal és mekkora hitelfelvétellel vásárolta a cégeket. Egyes vélemények szerint Mészáros ilyen ütemű, politikai kötődéssel vádolt gazdagodása – aki többször adta tanújelét, hogy nem is tudja igazából éppen milyen üzleti tranzakciót is hajtott végre –, felveti a magyarországi vagyonhalmozás, a magántulajdont védő jogi garanciák és normák, valamint a magyar nyomozószervek és a magyar ügyészség pártatlanságának kérdésességét, ami pedig rossz fényt vet egy magát demokratikus berendezésűnek valló ország jövőjére. Mészáros gazdagodási ütemét elemezve arra a következtetésre jutottak, hogy 2024-re akár a világ leggazdagabb emberévé is válhat. Erre alapot adhat, hogy 2018 májusára az ő és felesége birtokában lévő Konzum Magántőkealap akkori árfolyama 280-300 milliárd forintot ért, vagyis Mészáros az ország második leggazdagabb emberévé vált.
Bodnár Zoltán, volt jegybank-alelnök szerint Mészáros a „nemzet strómanja”, valójában egy senki, aki Orbán Viktor „aláíróembereként” jár el Orbán vagyonának összeharácsolásában. Szerinte a Fidesz pár kollégiumi szobatárs és családjaik „üzleti vállalkozása”, Mészáros pedig az esszenciája ennek a rendszernek. Példának hozta fel, mikor Mészáros megvette Orbán Győző, Orbán Viktor apjának bányáját, úgy hogy a bányászati jogot meghagyta Orbánnál, valamint azokat a cégeket, amelyek Mészáros vásárlása után indultak fejlődésnek vagy részesültek anyagi támogatásban.
2017. július 25-én a Bloomberg Businessweek cikket jelentetett meg Mészárosról, melyben a polgármester gazdagodását elemezték, miután az adatok szerint övé a világ leggyorsabban növekvő tőzsdei vállalata, részvényárfolyama az év eleje óta az ötvenszeresére ugrott. A cikk ironikusan idézi Mészáros facebookos megjegyzését is, majd inkább a baráti körének tudja be rendkívüli gazdagodását. A cikkben idézik a miniszterelnököt, aki arról beszélt, hogy az ország megteremtette gazdasági önállóságát, majd azokat a kritikusokat, akik szerint Mészáros közpénzekből gazdagodott, melyhez törvényi hátteret is biztosítottak.

## Elismerései, díjai
- Csíkszereda díszpolgára[194] (2016)[195]
- Eszék város díszpolgára (2020)[196]